# Louder Now
Louder Now es el tercer álbum de estudio de Taking Back Sunday y su primer disco con una gran discográfica tras dejar el sello independiente Victory Records. La gigante Warner Bros. Records lanza Louder Now el 25 de abril de 2006.
Este tercer trabajo de Taking Back Sunday sigue la línea de sus dos discos anteriores, Tell All Your Friends y Where You Want to Be. Las ventas también son buenas, por lo que el disco acaba el 2006 en un meritorio segundo puesto del Billboard de ese mismo año. Tal y como ocurre en Where You Want to Be, la primera canción del disco incluye en su estribillo el título del álbum. En esta ocasión es "What's It Feel Like To Be A Ghost?".
Los sencillos de Louder Now son "MakeDamnSure" (primer sencillo extraído del disco), "Twenty-Twenty Surgery", "Liar (It Takes One To Know One)" y "My Blue Heaven". Además, "Error: Operator" se incluye en la banda sonora del videojuego Madden NFL 2007. "What's It Feel Like To Be a Ghost?" forma parte del álbum recopilatorio Transformers: The Album. Sin embargo, la canción no está presente en ningún momento durante la película.

## Listado de canciones
1. "What's It Feel Like to Be a Ghost?" – 3:47
2. "Liar (It Takes One to Know One)"  – 3:09
3. "MakeDamnSure"  – 3:32
4. "Up Against (Blackout)"  – 3:02
5. "My Blue Heaven"  – 4:09
6. "Twenty-Twenty Surgery"  – 3:55
7. "Spin"  – 3:39
8. "Divine Intervention"  – 4:14
9. "Miami"  – 3:41
10. "Error: Operator"  – 2:51
11. "I'll Let You Live"  – 5:07

## Créditos
- Adam Lazzara - Cantante principal
- Fred Mascherino - Cantante / guitarra
- Eddie Reyes - Guitarra
- Matt Rubano - Bajo
- Mark O'Connell - Batería